# باول بيك غودارد
باول بيك غودارد (بالإنجليزية: Paul Beck Goddard)‏ هو مصور ومخترِع وشخصية أعمال أمريكي، ولد في 26 يناير 1811 في بالتيمور في الولايات المتحدة، وتوفي في 3 يوليو 1866 في فيلادلفيا في الولايات المتحدة.

## وصلات خارجية
- الموقع الرسمي